# Successor
Successor je prvi EP finskog power metal sastava Sonata Arctica. EP je 7. kolovoza 2000. godine objavila diskografska kuća Spinefarm Records.

## Popis pjesama
| 1.    | »FullMoon« (uređena verzija)           | 4:00 |
| 2.    | »Still Loving You« (obrada Scorpionsa) | 4:34 |
| 3.    | »I Want Out« (obrada Helloweena)       | 3:52 |
| 4.    | »San Sebastian«                        | 4:47 |
| 5.    | »Shy«                                  | 4:19 |
| 6.    | »Replica (live)«                       | 4:48 |
| 7.    | »My Land (live)«                       | 4:22 |
| 30:42 |                                        |      |

## Zasluge
Sonata Arctica
- Tony Kakko — vokali, klavijature
- Jani Liimatainen — gitara
- Janne Kivilahti — bas-gitara
- Tommy Portimo — bubnjevi
- Mikko Härkin — klavijature

Ostalo osoblje
- Ahti Kortelainen — snimanje
- Eric Philippe — logotip
- Mikko Karmila — miksanje
- Mika Jussila — mastering